# برايان دير
برايان دير (بالإنجليزية: Brian Dear)‏ هو لاعب كرة قدم بريطاني، ولد في 18 سبتمبر 1943 في لندن في المملكة المتحدة. لعب مع نادي فولهام ووست هام يونايتد.

## وصلات خارجية
- برايان دير على موقع قاعدة بيانات كرة القدم.إي يو (الإنجليزية)